# 三谷泰弘
三谷 泰弘（みたに やすひろ、1959年12月13日 - ）は、日本のシンガーソングライター、作曲家、編曲家。東京都文京区出身、東京都立杉並高等学校を経て、明治大学政治経済学部中退。血液型はO型。

## 略歴・概要等
中学生の時にエルトン・ジョンに衝撃を受け、プロミュージシャンになることを志す。いくつかのアマチュアグループを経た後、1980年にアレレのレ（後のスターダストレビュー）に加入。キーボード兼ヴォーカル、作曲、編曲を担当し、1981年のデビューより17枚のアルバムに関わる。都会的・リゾート感覚ある洒落たサウンドを数多く生み出し、1980年代後期から1990年代初頭までのスターダストレビューの音楽がシティ・ポップス系として扱われることもあった。
スターダストレビューのメンバーとして最後のシングルとなった1994年4月発売の「クレイジー・ラブ」のカップリングは“王様の一日”と題し、各メンバーが王様となり他メンバーをアゴで使えるという企画の第一回目で、王様となった三谷は以前のメンバー会議でボツにされた自曲「Two Kitchens-ふたつの情景-」を取り上げたが、そのサウンド、歌の世界は完全に後のesqそのものといってよく、すでにこの時点でesqの構想が確立していたと思われる。
1994年12月のツアーを最後にグループを脱退。
スターダストレビューを脱退した三谷は、ソロ・プロジェクトesq（エスク）を発足させる。名前の由来は、Essentially Superior Quality（本質的に上等のクオリティ）の略、接尾語としてのesque、キーボードのescキーから。
esqは、基本的に三谷以外に正式に決まったメンバーはいないが、レコーディングやライヴには、スターダスト・レビュー時代から親交のあるサックス奏者、山本公樹をはじめ、夏秋文尚（ドラムス）、BARA（榊原雄一、ベース）、飯塚昌明（ギター）、山口とも（パーカッション）がよく参加する。
1995年7月、Y.J.サウンズよりシングル「週末の天使」、8月にアルバム『自由の人』にて念願のソロデビューを果たす。このアルバムに収録されている「もっとそばに」と「2 o'clolck samba」は、「いつか発表するソロアルバムのために」と、10年間あたため続けた曲。
このアルバムにも数曲収録されているが、山下達郎に影響を受けたと思われる多重録音によるひとりアカペラは、esqを象徴するサウンドのひとつ。
1998年10月、ゼティマ（アップフロントワークス）よりリリースの『Gems～'95 to '98～』を最後にメジャーレーベルから離れ（『自由の人』から『Gems～'95 to '98～』までにリリースされたシングル及びアルバムは一般CD店にて入手可能であったが以降は通販限定となる）、自らのレーベルesqDeskを設立。
2002年に発売されたスターダストレビューのアルバム『Style』にコーラスとして参加、2006年には同グループの25周年記念アルバム『Hot Menu』に収録されるアマチュア時代の代表曲「おらが鎮守の村祭り」のレコーディングに参加。ピアノとコーラスを担当した。
2005年公開の堀江慶監督作品『誰が心にも龍は眠る』で音楽を担当。
2007年5月19日に行われたスターダストレビューの25周年記念コンサートにゲスト出演。「夜間飛行」などバンド時代の曲を披露したほか、「Stars」や「Goodtimes & Badtimes」など自身脱退後の曲も演奏した。
2012年5月19日に行われたスターダストレビューの30周年記念コンサートにもスペシャルゲストとして参加。この時は1994年のツアー以来約18年ぶりにオリジナルメンバー5人での演奏が行われたほか、「HELP ME」や「Get Up My Soul」などの自身脱退後の曲を演奏・コーラス参加した。

## 備考
- テロップには表示されていないが、2005年末スペシャル及び2006年3月21日放映の日本テレビ系列番組 "オールスター Shall We ダンス?" のバックバンドの男性ヴォーカルを担当していた。2006年4月よりレギュラー化された "シャル・ウィ・ダンス?～オールスター社交ダンス選手権～" でも女性ヴォーカル担当の国分友里恵と共に、ジャズのスタンダードから氣志團まで幅広いジャンルの曲を歌いこなしている。スタジオには演奏バンドのみで歌担当の2人が姿を見せることはなかったが、2006年9月16日の放送分では三谷・国分がダンスフロア奥で歌う姿があり、その週からエンディングのスタッフロールに2人の名前が載るようになった。この回、三谷が歌ったミッシェル・ポルナレフの「シェリーに口づけ」は、彼が初めて購入したレコードの曲である。

- 1998年から山下達郎のツアー・コーラスを担当し、そこで意気投合したサポート・メンバー達でネルソンスーパープロジェクトを結成。また2015年12月22日、中野サンプラザコンサートのメンバー紹介時間に山下達郎より「三谷不動」とメンバー間で呼ばれていると紹介を受ける。女性コーラス2名がリプレイスされたのに、三谷は生き残ったことを指していると思われる。

- スターダストレビュー在籍時は『THANK YOU』から最後のアルバムとなった『楽団』まで殆どの楽曲の作編曲を手がけた。これはボーカルの根本要が他メンバーが目立てるように気を遣っていたことや根本自身が三谷の才能を買っていたためアルバム制作を好きなように任せていたことなどによるものだった。またこれまでメンバーチェンジを経験していなかったこともあり、根本は三谷から脱退を切り出された際にはスターダストレビューの解散も覚悟したという[1]

- 初代いいとも青年隊のシングル曲「恋の爆弾ストリート／ABCは合言葉」の作曲を担当（両曲とも作詞・作曲・編曲はスターダストレビュー名義）。
- Kのコンサートのサポートメンバーとしても活動中。
- 芳野藤丸司会のインターネット番組にて、はんぺんが苦手なことを告白。

## ディスコグラフィー
※「その他」以外はすべてesq名義。1998年までに発売された物については一般のCDショップにて店頭発売されていたが、それ以降はエスク・パークのみでの発売となる。

### シングル
1. 週末の天使（1995年7月25日）
2. もっとそばに（1995年12月21日）
3. 抱きしめよう（1996年5月25日）
4. 再会（1996年8月25日）
5. あいを しんじて（1997年7月25日）
6. "I love you" song (2000年1月20日)
7. Struttin'（2003年4月15日）
8. Makin' love（2005年7月5日）
9. しじま -Silence of the night-（2007年5月16日）
10. 恋しくて (2009年12月21日)
11. 茜色によせて (2014年8月9日)
12. 冷たい夜 (2019年6月5日)[2]

### アルバム
1. 自由の人（1995年8月25日）
2. ジャンボリー（1996年9月15日）
3. Episode Vol.1（1997年2月26日）カバー・アルバム
4. One and only（1997年8月25日）
5. Gems ~'95 to '98~（1998年10月1日）アルバム未収録曲を含むベストアルバム
6. Tailor-made（2000年1月20日）
7. Episode Vol.2（2001年1月20日）カバー・アルバム
8. Episode Vol.3（2001年1月20日）カバー・アルバム
9. In Motion -Album-（2002年1月20日）ライヴ・アルバム
10. Koo:kan（2003年4月15日）
11. Sometimes Happy（2005年7月5日）
12. Heart And Soul（2006年2月15日）ライヴ・アルバム
13. Sing-A-Ring（2007年5月16日）
14. The City (2009年12月21日)
15. 15/51 (2011年12月21日)　DVD付きライブアルバム
16. LIVE,LIFE & STYLE (2016年2月10日) DVD付きライブアルバム
17. Playin' My Music（2014年8月9日）
18. Visionary (2019年6月5日)
19. Hooray (2021年4月1日)

### ビデオ
1. esq* TRIPLET（1996年）ファンクラブ限定発売のビデオ＋ライブCD＋スペシャルCDシングル
2. In Motion -Video-（2002年1月20日）ライヴ・ビデオ

### その他
「シャル・ウィ・ダンス?~オールスター社交ダンス選手権~」CD
1. Music Collection for STANDARD（2006年10月25日）ヴォーカル担当。サウンドプロデュースは岩本正樹
2. Music Collection for LATIN（2006年10月25日）ヴォーカル担当。サウンドプロデュースは岩本正樹

「ことのはクラシック」CD
1. ことのはVol.1（2007年9月19日）「笹舟」（原曲:フォーレのパヴァーヌ）ヴォーカル担当。
2. ことのはVol.2（2007年9月19日）「冬鳥の三月」（原曲:ショパンの別れの曲）ヴォーカル担当。

## スターダストレビュー時代にメインボーカルを担当した楽曲
- READY TO LOVE AGAIN - 1stアルバム『STARDUST REVUE』
- Monologue - 2ndアルバム『今宵はモダンボーイ』
- SUPER SONIC - 3rdアルバム『THANK YOU』
- 夜間飛行 - 同上
- After-Glow - 4thアルバム『VOICE』, 2ndライブアルバム『SECRET FACE』(ライブバージョン)
- You And I - 4thアルバム『VOICE』
- 今夜もハートエイク - 5thアルバム『NIGHT SONGS』
- 紙飛行機の夢 - 2ndベストアルバム『SUPER DONUTS』
- エトランゼ - 6thアルバム『RENDEZ-VOUS』
- Just A Minute Of Your Time - 同上
- Triste - 7thアルバム『IN THE SUN, IN THE SHADE』
- 夏の女王 (Dedicated to Esther Williams) - 同上
- New World Song - 19thシングル『君のキャトル・ヴァン・ディス』カップリング曲
- When We Dance... - 8thアルバム『ONE & MILLIONS』
- 蒼ざめた週末 - 同上
- Tell Me Now! - 9thアルバム『Brightest!』
- Blue Fashion Street - 同上
- Back Street - 2ndライブアルバム『SECRET FACE』
- Dreaming Again - 10thアルバム『SOLA』
- Candle On The Water - 11thアルバム『楽団』
- Two Kitchens-ふたつの情景- - 26thシングル『クレイジー・ラブ』カップリング曲

## 楽曲提供
- 亜波根綾乃『Circle』
- 石田ひかり『今のままで…』
- 岩崎宏美『エトランゼ』
- 奥田圭子『Bay Side ロマンス』
- 加藤紀子『出会えてよかった』『さよならLazy Days』
- 志賀真理子『雨に濡れてポニーテール』
- 島田奈美『愛を走らせて』
- 谷村新司『今のままでいい』
- 中井貴一『誰かマリーを知らないか』
- 仲村知夏『TRY AGAIN』
- 光GENJI『時をこえたフェスティバル』
- 堀ちえみ『ルージュの海』
- 松田聖子『ベルベット・フラワー』
- 村井麻里子『さよなら日和』
- 森恵『惑わず』
- 薬師丸ひろ子『幸福の岸へ』
- 渡辺満里奈『バスルームでDIARY』